# Нуммий Туск
Ну́ммий Туск (лат. Nummius Tuscus) — римский государственный деятель конца III — начала IV века.

## Биография
Туск происходил из рода Нуммиев. Возможно, его отцом был консул 258 года Марк Нуммий Туск, а двоюродным братом — Марк Нуммий Цейоний Анний Альбин, городской префект. В 295 году Нуммий был назначен консулом вместе с Гай Аннием Ануллином. Занимал должность curator aquarum (смотритель водопроводов), скорее всего уже после своего консулата, в промежутке между 295 и 302 годом. С 19 февраля 302 года по 12 сентября 303 Туск находился на посту префекта Рима (при императорах Максимиане и Констанции Хлоре).
В одной из надписей, относящейся, по всей видимости, к эпохе правления Максенция, Туска называют четвёртым среди сенаторов, внесших 600 тысяч сестерциев для постройки здания, что говорит о его богатстве.